# Pont de Can Pèlacs
El Pont de Can Pèlacs o Pont Vell és un pont sobre el riu Ripoll del municipi de Castellar del Vallès (Vallès Occidental). És una obra inclosa en l'Inventari del Patrimoni Arquitectònic de Catalunya.

## Descripció
D'aquest pont vell que es troba en estat ruïnós es conserven senceres dues de les tres arcades. Construït amb carreus ben escairats. Dins de les característiques dels ponts medievals, veiem que l'arc del mig era el de més llum i també el més alt. Normalment els ponts eren desproporcionats. Estructuralment el pes del mateix pont i les càrregues. En els ponts d'arcs o d'arcades, són tramesos als pilars de forma obliqua, a través de l'estructura corba de cada arc.

## Història
Aquest pont travessa el Ripoll a la sortida del poble i que hom pot veure a l'esquerra del nou pont de la carretera de Castellar a Terrassa. Actualment és utilitzat pels pagesos dels horts de vora el riu. Està en un complet estat d'abandó i seria convenient mantenir-lo dempeus i en condicions. Els aiguats del 62 el deixaren molt fet malbé El pont del costat li treu tota utilitat, però històrica i artísticament seria convenient la seva restauració. El pont fou bastit l'any 1808 per ordre del General Josep Manso durant la guerra del Francès.